# رز-الیاندر بلمار
رُز-اِلیاندر بِلمار (به فرانسوی: Rose-Eliandre Bellemare) ژیمناست زادهٔ ۲۰ اوت ۱۹۸۹ میلادی اهل کشور فرانسه است.